# تبعید و اخراج در طی جنگ جهانی دوم
تبعید و اخراج در طی جنگ جهانی دوم (انگلیسی: World War II evacuation and expulsion) برای میلیون‌ها نفر در بیشتر کشورهای درگیر در جنگ جهانی دوم رخ داده‌است. تعدادی از این پدیده‌ها پس از پایان جنگ توسط دادگاه نورنبرگ به عنوان نقض ارزش‌ها و هنجارهای اساسی انسانی طبقه‌بندی شد. جنبش توده‌ای مردم - بیشتر آنها پناهنده - یا به دلیل درگیری‌ها به وجود آمده بود، یا توسط محورهای سابق و قدرت‌های متفقین بر اساس ایدئولوژی‌های نژادی و قومی اعمال شده بود، و این در اواخر تغییرات مرزی پس از جنگ توسط شهرک‌های بین‌المللی صورت گرفت. بحران پناهجویان که در جنگ جهانی دوم در سرتاسر سرزمین‌های اشغالی سابق ایجاد شد زمینه بسیاری از معماری جدید بین‌المللی پناهندگی و حقوق بشر را فراهم کرد.